# بنغال (قوم)
ينتمي الشعب البنغالي إلى العرق الآري الهندي الذي يستوطن منطقة البنغال في جنوب قارة آسيا، وتحديدًا في الجزء الشرقي من شبه القارة الهندية. انقسمت هذه المنطقة حاليًا إلى منطقة بنغلاديش والولايات الهندية التي تشمل البنغال الغربية وترايبورا ووادي باراك التابع لآسام. يتحدث شعب هذه المنطقة البنغالية التي تنحدر من عائلة  اللغات الآرية الهندية، وقد يُستخدَم مصطلح «Bangalee» للإشارة إلى سكان بنغلاديش بوصفهم شعبًا مستقلًا.
يحتل العرق البنغالي المرتبة الثالثة كأكبر مجموعة عرقية في العالم، وذلك بعد شعب هان الصيني والشعب العربي. بصرف النظر عن بنغلاديش والولايات الهندية في غرب البنغال وتريبورا ووادي باراك في ولاية آسام، تقيم الغالبية العظمى من شعب البنغال في أراضي الاتحاد الهندية في جزر أندمان، ونيكوبار، ومنطقة تشيتاجونج هيل تراكتس في بنغلاديش، مع وجود عدد كبير من السكان في أروناجل برديش، ودلهي، وتشاتيسغار، وجهارخاند، وميغالايا، وميزورام، وناجالاند، وأوتاراخند. يُشكِّل المغتربون البنغاليون (المغتربون البنغلاديشيون والبنغاليون الهنود) مجتمعات راسخة في باكستان، والولايات المتحدة الأمريكية، والمملكة المتحدة، وكندا، والشرق الأوسط، واليابان، وكوريا الجنوبية، وماليزيا، وسنغافورة، وإيطاليا.
ينقسم البنغاليون إلى أربعة شعوب وفقًا لأربع ديانات فرعية رئيسية: البنغاليون المسلمون، والبنغاليون الهندوس، والبنغاليون المسيحيون، والبنغاليون البوذيون.

## التسمية
يُستخدم مصطلح «بنغالي» للإشارة إلى أي شخص من أصول لغوية، أو ثقافية، أو أسرية، أو جينية قادمة من البنغال. يتم تمييز البنغاليين الآريين عن القبائل غير الآرية التي تقطن البنغال. الاسم الإثني (بنغالي) جنبًا إلى جنب مع الاسم للغة والمنطقة (بنجلا) كلاهما مشتق من «بنگاله»، الكلمة الفارسية للمنطقة. قبل التوسع الإسلامي، لم تكن هناك بلد وحدوي بهذا الاسم (البنغال) حيث تم تقسيم البلد بدلاً من ذلك إلى العديد من الإمارات الجيوسياسية. في العصور القديمة، كان سكان هذا البلد يعرّفون أنفسهم فيما يتعلق بهذه الإمارات. وأبرز هذه الإمارات كانت بَنْغَة (التي يُعتقد أن بنغالة ينبع منها في النهاية) في الجنوب، وراره في الغرب، وفُنْدَرْوَرْدَن وبَريندرا في الشمال، وسَمَتَط وهَرِكِل في الشرق. يعتبر المؤرخون الأوائل للتقاليد الإبراهيمية والهندوسية أن إمارة بَنْغَة، الواقعة في بَرِيسال الحالية،  قد نشأت من رجل استقر في المنطقة. اقترح علماء الأنساب الإبراهيمي الأوائل أن هذا الرجل هو بَنْغ، حفيد حام بن نوح. تعود الإشارة الأولى لذكر «بنغالة» إلى ألواح نيساري (805 ميلادي) في أثناء حكم غوبِنده الثالث، وفيها ذُكر الإمبراطور درمفال بوصفه ملك بنغالة. تتحدث سجلات راجندر تشولا الأول التي غزت البنغال في القرن الحادي عشر، عن غوبِندَسَندره حاكمًا ل«بنغال ديش».
قدّم أبو الفضل بن مبارك نظرية مثيرة للاهتمام تتناول أصل المصطلح في كتابه عين أكبري. أشار أبو الفضل في كتابه إلى أن الاسم الأصلي للبنغال كان «بنغ» وأُضيفت إليه في ما بعد اللاحقة «ال» التي أشارت إلى التلال التي أنشأها حكام المنطقة. ومن هذه اللاحقة التي أُضيفت إلى كلمة بنغ، نشأ اسم البنغال وحقق انتشارًا واسعًا. ذُكرت هذه المعلومات أيضًا في كتاب رياض السلاطين لمؤلفه غلام حسين سليم.
في عام 1352 ميلادي، حصل رجل نبيل مسلم شمس الدين الياس شاه على لقب «شاه بنغالة» موحدًا المنطقة بأكملها تحت ظل حكومة واحدة. في هذه الفترة، حظيت اللغة البنغالية أيضًا برعاية السلطنة ودعمت التطور الأدبي. وهكذا، قام إلياس شاه بإضفاء الطابع الرسمي على الهوية الاجتماعية واللغوية لسكان البلد كبنغاليين، من خلال الدولة والثقافة واللغة.

## تاريخ

### التاريخ القديم

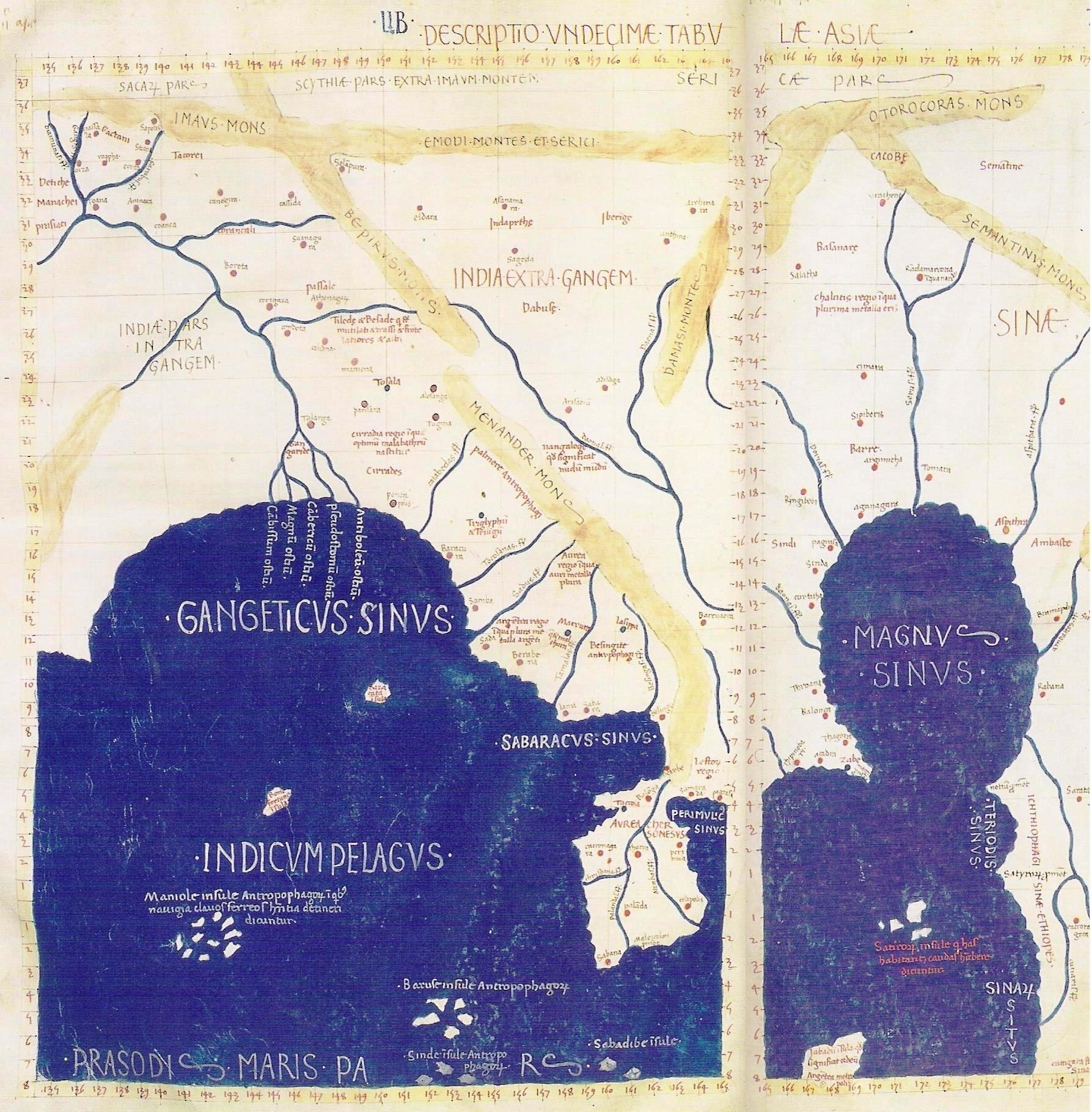
تمثيل غانجهرد على الخريطة من قبل الموسوعي بطليموس.

اكتشف علماء الآثار بقايا حضارة نحاسية عمرها 4000 عام في البنغال، ويعتقدون أن الاكتشافات هي واحدة من أولى علامات الاستيطان في البلاد. ومع ذلك، تم العثور على أدلة على سكن الإنسان القديم من العصر الحجري القديم في شكل أداة حجرية وفأس يدوي في منطقتي رانغاماتي وفيني. تشير القطع الأثرية إلى أن حضارة واري بَتيشَّر، التي ازدهرت في نرسنغدي الحالية، تعود إلى عام 2000 قبل الميلاد. ليس بعيدًا عن الأنهار، يُعتقد أن المدينة الساحلية تعمل في التجارة الخارجية مع روما القديمة وجنوب شرق آسيا ومناطق أخرى. عاش أهل هذه الحضارة في بيوت من الطوب، وساروا على طرق واسعة، واستخدموا العملات الفضية والأسلحة الحديدية، من بين أشياء أخرى كثيرة. يُعتقد أنها أقدم مدينة واري-بَتيشَّر في الجزء الشرقي من جنوب آسيا.
واحدة من أقدم الإشارات الأجنبية إلى البنغال هي ذكر دولة يحكمها الملك زندرميز تسمى غانجهِرد من قبل اليونانيون حوالي عام 100 قبل الميلاد. أعلن ديودور الصقلي أنه لا يوجد عدو أجنبي قد غزا غانجهِرد، بسبب قوتها القوية من الأفيال. وقال أيضًا إن الإسكندر الأكبر تقدم إلى نهر الغانج بعد إخضاع الهنود، لكنه قرر التقاعد عندما اكتشف حوالي 4000 أفيال في غانجهِرد.

### العصور الوسطى

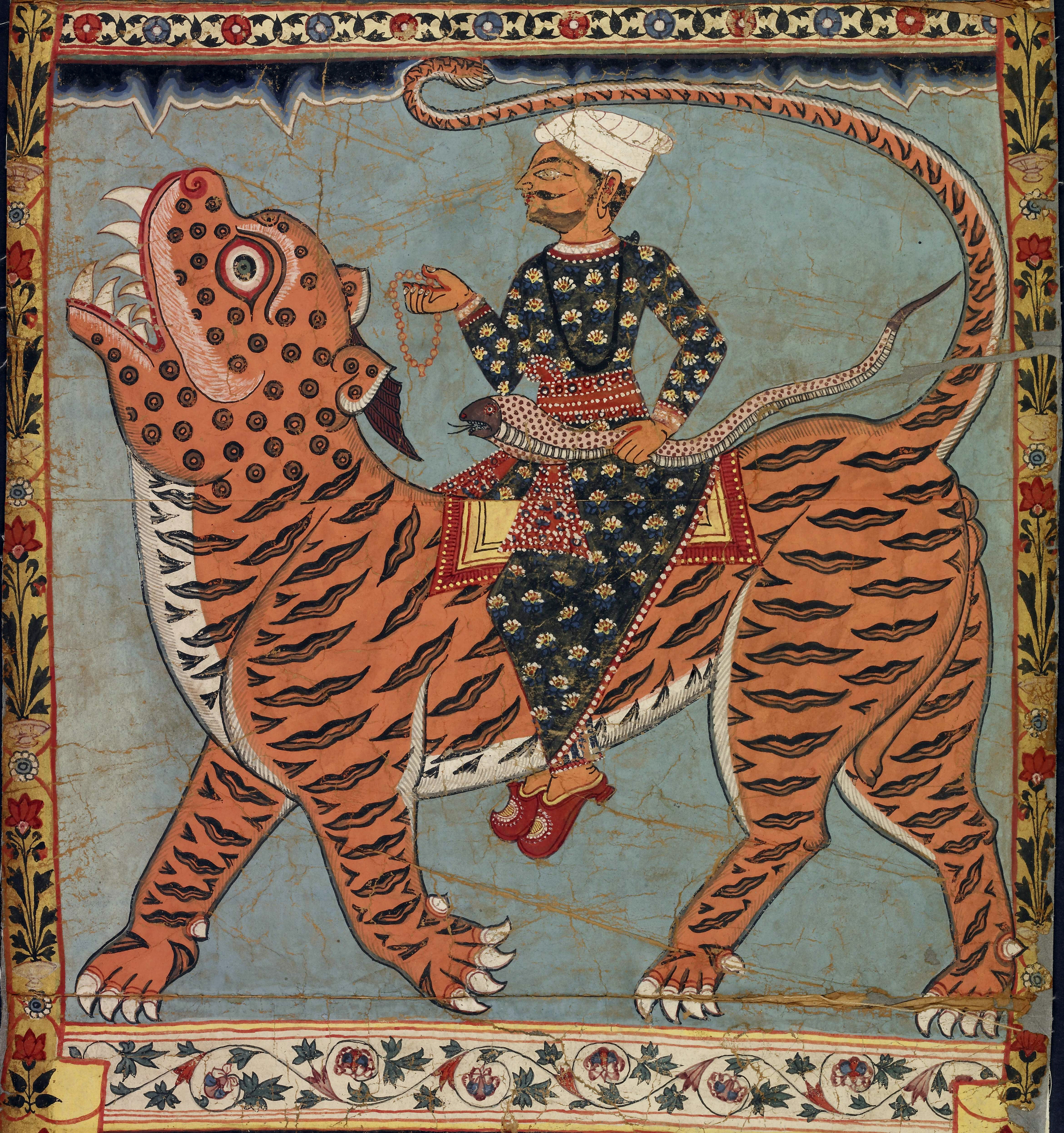
يُعتقد أن بركن الغازي قد عاش في السندربن في وقت ما بين القرنين الحادي عشر والثاني عشر الميلادي.

وفقًا لموسوعة بريتانيكا، بدأ العرب والأتراك والفرس في دخول البنغال في القرن الثامن الميلادي.
في النهاية، اختلطت كل هذه المجموعات مع المجتمع الأصلي ليصبحوا الأشخاص المعروفين الآن باسم البنغاليين. خلال هذا الوقت، كانت البنغال تحكمها إمبراطورية الأصلية فالة التي كانت تتاجر مع الخلافة العباسية. نشأ الإسلام نتيجة لهذه الزيادة في التجارة بين البنغال وعرب الشرق الأوسط. المسعودي الجغرافي العربي زار إمبراطورية فالة حيث لاحظ وجود مجتمع مسلم من السكان.
بالإضافة إلى التجارة، جاء الإسلام مع هجرة علماء الدين. في القرن الحادي عشر الميلادي، استقر سرخ الأنتياء وطلابه، وأبرزهم قمر الدين الرومي، في نتركونا حيث أثروا على الحاكم المحلي والسكان لاعتناق الإسلام. تم غزو إمبراطورية فالة البوذية المتسامحة في وقت لاحق من قبل سينة، الذين كانوا من الهندوس من الدكن. لم يكن لدى سينة دعم كبير من السكان المحليين وهزموا بسهولة من قبل قوات محمد بختيار الخلجي، وهو جنرال تركي مسلم. ونتيجة لذلك، حكمت سلالات مسلمة البنغال خلال القرون القليلة التالية. أدى هذا إلى تدفق أكبر للمسلمين. أسس دعاة مثل الشاه سلطان البلخي والشاه مخدوم أنفسهم في إقليم راجشاهي اليوم في شمال البنغال. كان هناك مجتمع من 13 عائلة مسلمة يرأسها برهان الدين في سلهت، وهي مدينة الهندوس شمال شرق. في عام 1303 بعد الميلاد، ساعد المئات من الدعاة الصوفيين بقيادة الشاه جلال الكنيائي الحكام المسلمين في البنغال على غزو سلهت، مما جعل المدينة مقرًا للأنشطة الدينية في الشيخ جلال. بعد الفتح، نشر الشيخ جلال أتباعه في أجزاء مختلفة من البنغال لنشر الإسلام، وأصبح اسمًا مألوفًا بين البنغاليين.

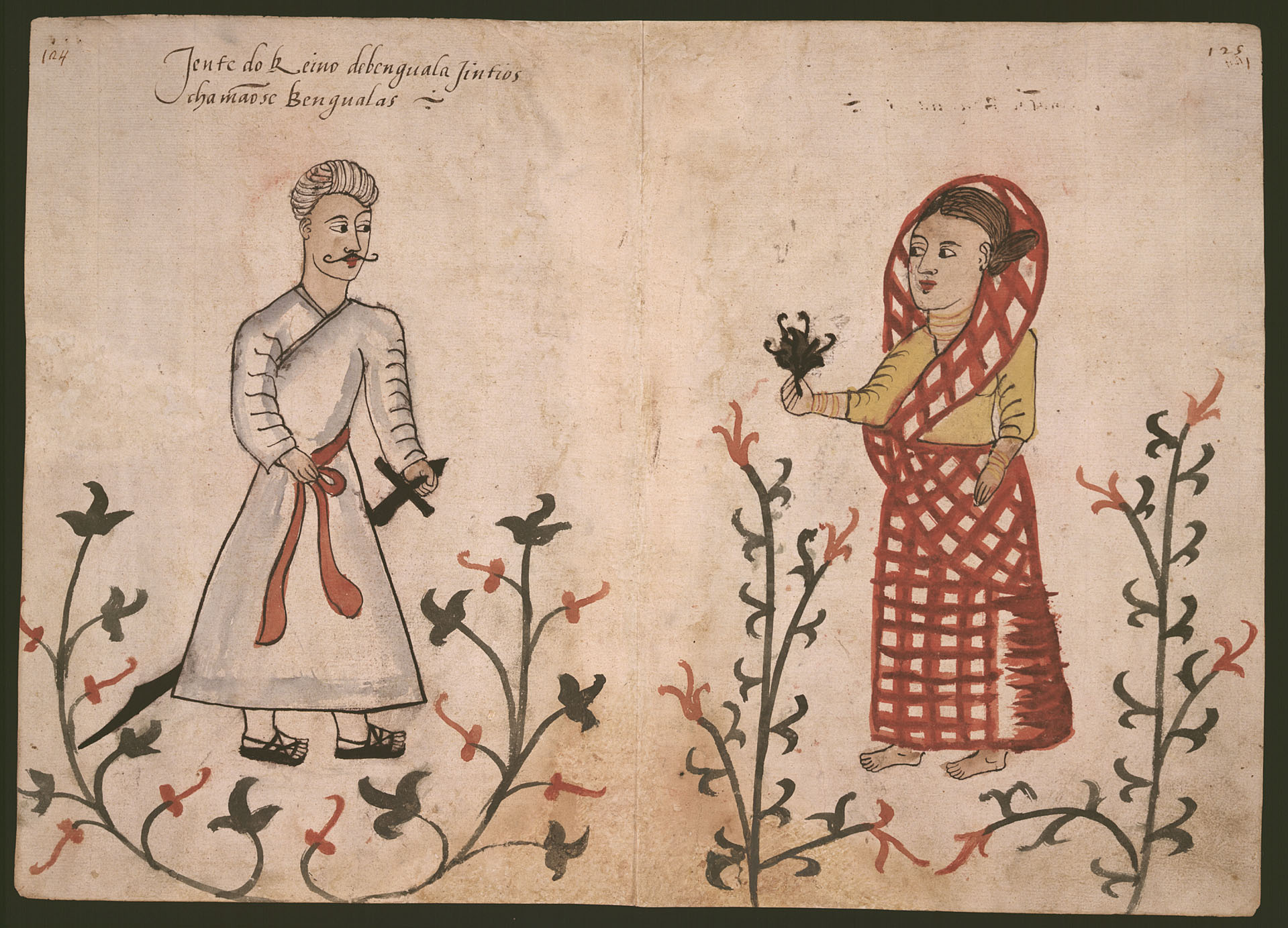
لوحة برتغالية لـ "البنغاليين" من القرن الخامس عشر الميلادي

أدى إنشاء سلطنة البنغال الموحدة في عام 1352 م على يد شمس الدين إلياس شاه في النهاية إلى ظهور هوية اجتماعية لغوية "بنغالية".كان عثمان سراج الدين البنغالي مقيمًا في غور في شمال البنغال وأصبح علما ديني في بلاط السلطنة في عهد إلياس شاه. كما سمحت السلطنة السنية للغة الأم بالحصول على الرعاية والدعم، على عكس الإمبراطوريات السابقة. قام جلال الدين محمد شاه، وهو سلطان مسلم (هندوسي المولد)، بتمويل بناء المؤسسات الإسلامية حتى مكة المكرمة والمدينة المنورة في شبه الجزيرة العربية. عرف سكان الجزيرة العربية هذه المؤسسات باسم المدارس البنجالية.

## التوزيع الجغرافي

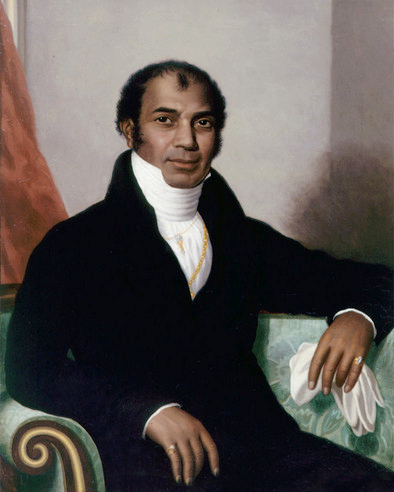
شيخ دين محمد له الفضل في تقديم الشامبو للأوروبيين.

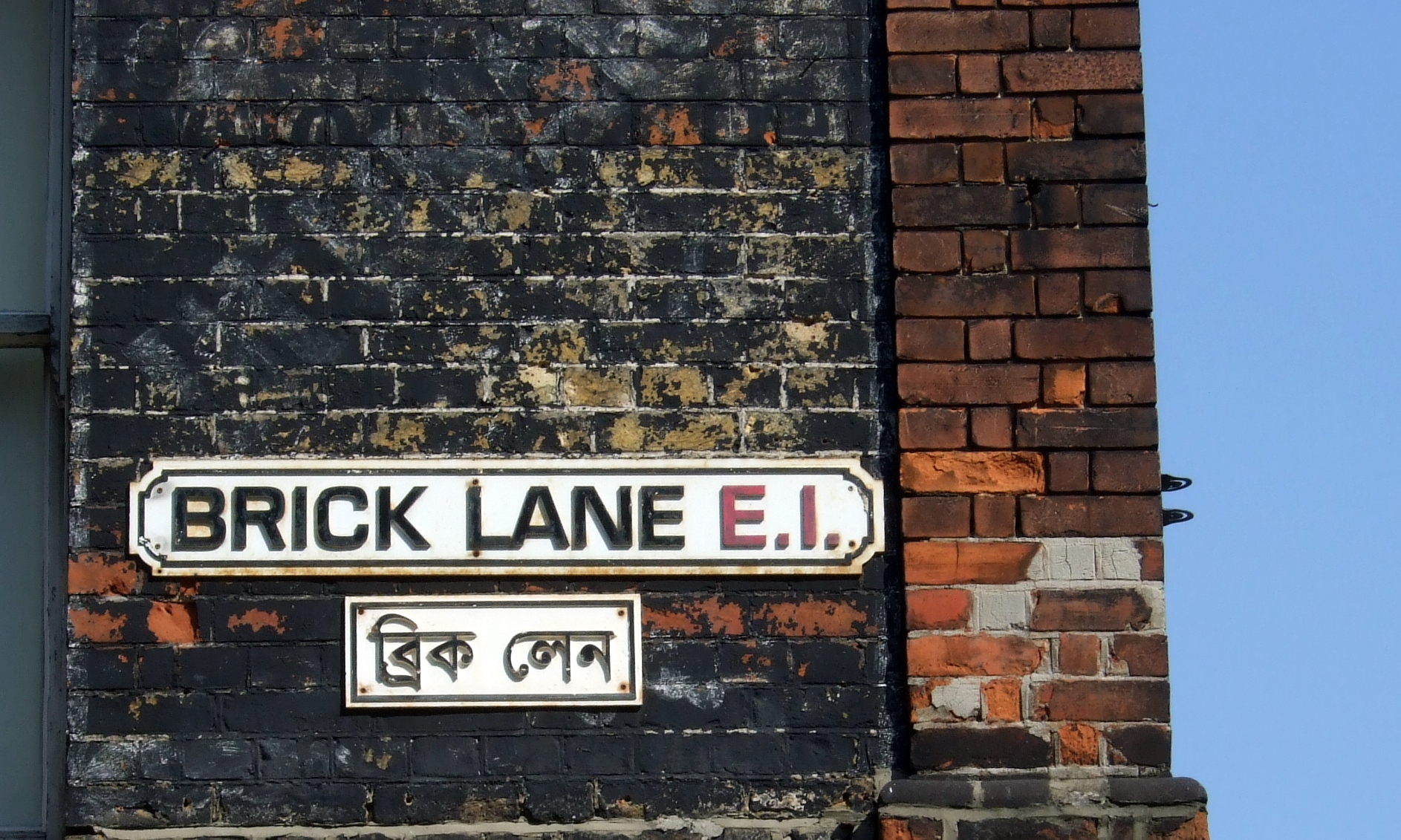
استقر عدد كبير من البنغاليين في بنجلاتاون في لندن.

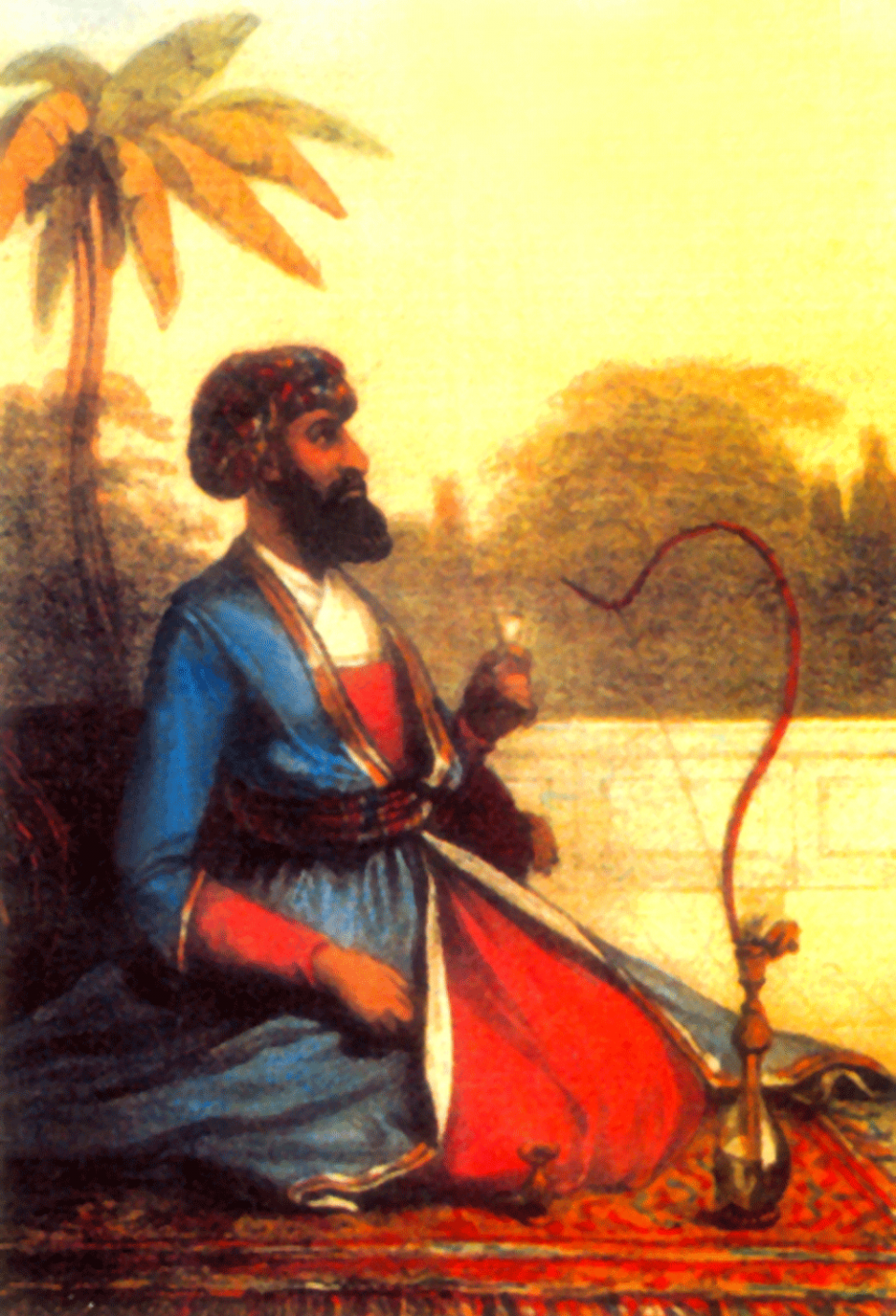
كان إعتصام الدين أول آسيوي جنوبي متعلم سافر إلى أوروبا.

يشكل البنغاليون أكبر مجموعة إثنية في بنغلاديش، لدى ما يقرب من ٩٨٪ من سكان البلاد. هناك ١٠٠ مليون بنغالي في الجمهورية الهند يشكلون ٧٪ من إجمالي سكان الجمهورية. بالإضافة إلى ولاية البنغال الغربية، يشكل البنغاليون الأغلبية في وادي براك وأسام السفلى وتِرِبُورة وبعض الأماكن في مَنِبور. جزر أندمان ونيكوبار التي تقع في خليج البنغال هي أيضًا موطن لسكان أغلبية بنغالية.:3–4
لقد ولّد إدخال الإسلام إلى البنغاليين صلة بشبه الجزيرة العربية، حيث يُطلب من المسلمين زيارة الأرض مرة واحدة على الأقل في حياتهم لإكمال الحج. قام العديد من السلاطين البنغاليين بتمويل المؤسسات الإسلامية في الحجاز، والتي أصبحت معروفة لدى العرب باسم المدارس البنجالية. نتيجة للغزو البريطاني للبنغال، قرر بعض البنغاليين الهجرة إلى شبه الجزيرة العربية. ومن الأمثلة البارزة مولانا مراد، مدرس العلوم الإسلامية في مكة المكرمة في الفترة التركية, ونجيب علي الصودري مشارك في معركة شاملي. من بين الشخصيات البارزة في الشرق الأوسط من أصل بنغالي المؤلف والصحفي الشهير أحمد عبد الغفور عطار من السعودية ومترجم القرآن الكريم ظهور الحق من عمان. عائلة الأميرة ثروت الحسن، زوجة الأمير الحسن بن طلال الأردني، هم من نسل العائلة السهروردية من مدنيفور.
تعود أقدم سجلات البنغال في أوروبا إلى عهد جورج الثالث ملك المملكة المتحدة. أحد الأمثلة على ذلك هو إعتصام الدين، وهو دبلوماسي من ندية، وصل إلى أوروبا عام 1765 مع خادمه محمد مقيم. اليوم، يدير البنغاليون البريطانيون 90٪ من جميع المطاعم الآسيوية الجنوبية.

## الثقافة

### المطبخ
المطبخ البنغالي هو أسلوب طهي نشأ في البنغال، وهي منطقة في شبه القارة الهندية تقع الآن في بنغلاديش والبنغال الغربية. تضم بعض المناطق الهندية مثل تريبورا شيلونغ ومنطقة وادي باراك في آسام (في الهند) عددًا كبيرًا من السكان البنغاليين الأصليين، وتشترك في هذا المطبخ بناءً على ذلك. يعتمد المطبخ البنغالي على الأسماك والخضراوات والأرز مع الحليب نظامًا غذائيًا رئيسيًا، ويشتهر بنكهاته المتقنة وصناعة الحلويات. يشابه تقديم الطعام في هذا المطبخ أسلوب التقديم على الطريقة الروسية الحديث، وذلك بتقديم الأطباق على دفعات لا على دفعة واحدة.

### المهرجانات
يحتفل البنغاليون بالعطل الرسمية لكلتا الديانتين الإسلامية والهندوسية، ويشكل مهرجان دورا بوجا المهرجان الأهم بالنسبة للبنغاليين الهندوس رغم احتفالهم بمهرجانات أخرى مثل هولي وديوالي.
يكرّس الهندوس مهرجان دورغا بوجا للآلهة دورغا التي تُعبِّر عن القوة أو الطاقة (شاكتي)، وتستمر الاحتفالات بهذا المهرجان لمدة خمسة أيام. تُصنَع الأصنام الطينية التي على هيئة دورغا وأطفالها قبل أشهر من المهرجان، ثم تُحمل هذه الأصنام على أسد لتقتل الشيطان الشرير ماهيشاسورا. في ما بعد، تُعرض هذه الأصنام بعد تزيينها ببذخ ليمارس عليها طقوس العبادة في كل يوم من أيام المهرجان في المنازل والمعابد. في اليوم العاشر من الاحتفالات، تُزيَّن هذه الأصنام وتُحمل في الشوارع بمواكب خاصة. يسير الموكب بطريقه نحو مجرى نهر أو أي منطقة مائية، ثم تغمر صورة دورغا في الماء.
تشمل أعياد الدين الإسلامي التي يحتفل بها البنغاليون عيد الأضحى، وعيد الفطر، والمُحرَّم.

### اللغة
تشكل البنغالية اللغة الأم لسكان منطقة البنغال التي تشمل حاليًا بنغلاديش وولايات غرب البنغال الهندية، تريبورا وآسام الشمالية، وهي لغة الكتابة لديهم أيضًا. تحتل البنغالية المرتبة السابعة حول العالم بوصفها إحدى أكثر اللغات المحكية حول العالم. النشيد الوطني لكل من بنغلاديش والهند مؤلفة باللغة البنغالية وكذلك الأغاني المحلية في الهند كلها.
جنبًا إلى جنب مع اللغات الهندية الآرية الأخرى، تطورت البنغالية تقريبًا في الفترة 1000-1200 ميلادي من اللغات المحلية الشرقية الهندية الآرية الوسطى مثل ماجادهي براكريت وبالي، التي تطورت من لغة أو مجموعة من اللغات المتقاربة غير المتطابقة كالفيدية والسنسكريتية الكلاسيكية.
يُصنَّف البنغاليون عمومًا إلى مجموعات فرعية بحسب اللغة وبعض الجوانب الثقافية الأخرى:
- البنغال: يُستخدم هذا المصطلح في البنغال الغربية الهندية للإشارة إلى البنغاليين الشرقيين (أي البنغلاديشيين) وأولئك الذين ينحدر أجدادهم من البنغال الشرقية. تُعرَف اللغة المحلية المستخدمة في البنغال الشرقية بالبنغالية. تشكّل هذه المجموعة غالبية العرق البنغالي.
- شعب غوتي: يفضّل البنغاليون الغربيون استخدامَ هذا المصطلح لتمييزهم عن البنغاليين الآخرين.
- شعب سيلهيت: يتكلم سكان منطقة سيلهيت في بنغلاديش والهند اللغة السيلهيتية. يملك سكان هذه المنطقة هوية مميزة ومنفصلة عن الهوية البنغالية أو مضافةً إليها.[53][54]
- شعب شيتاغونغ: يتكلم سكان منطقة شيتاغونغ في بنغلاديش اللغة الشيتاغونية التي يطلق عليها محليًا اسم «تشاتغايا». يتمتع سكان هذه المنطقة بثقافة مميزة مختلفة.

### الأدب
إن أقدم أعمال الأدب البنغالي هو تشاريابادا، وهو مجموعة من الأغاني الصوفية البوذية التي تعود بتاريخها إلى القرنين العاشر والحادي عشر. ينقسم الجدول الزمني للأدب البنغالي إلى فترتين: فترة العصور الوسطى (1360-1800) وفترة العصور الحديثة (1800حتى الوقت الحاضر). يُعد الأدب البنغالي أحد أغنى الأدبيات الحديثة في الهند وبنغلاديش.
ظهرت أُوَل الأعمال الأدبية المكتوبة باللغة البنغالية الجديدة بين القرن العاشر والقرن الثاني عشر من الحقبة العامة، وهي معروفة عمومًا باسم تشاريابادا. كانت هذه الأعمال أغاني صوفية مكتوبة من قبل مجموعة مختلفة من الشعراء البوذيين الصاعدين منهم: لويبادا، وكانهابادا، وكوكوريبادا، وشاتيلبادا، وبوشوكوبادا، وكامليبادا، ودينهانبادا، وشانتيبادا، وشابارابادا، إلخ. اكتشف اللغوي البنغالي هارابراساد شاستري عام 1907مخطوطة تشاريابادا في مكتبة المحكمة الملكية النيبالية.
امتدت فترة الأدب البنغالي الوسطى بين القرنين الخامس عشر والثامن عشر، ليبدأ إدخال اللغة العامية إلى الأدب البنغالي مع غزو المغول للبنغال في القرن الثالث عشر. يُعتَقَد حاليًا أن المثال الأقدم عن الأدب البنغالي الأوسط هو شريكريشنا كيرتانا من تأليف بورو شانديداس. في منتصف القرن التاسع عشر، ترجم البنغاليون في كلية فورت ويليام الكتب المدرسية باللغة البنغالية للمساعدة في تعليم اللغات المحلية البريطانية واللغة البنغالية، وقد حقق ذلك بدوره تطورًا هامًا في النثر البنغالي.

### الديانة
تُعد الديانتان الإسلامية والهندوسية من أكثر الديانات المتبعة في البنغال. تبين إحصائيات وزارة الخارجية الأميركية لعام 2014 أن 90,39% من سكان بنغلاديش مسلمون، ويمثل الهندوس النسبة المتبقية أي 8,3%.
في البنغال الغربية، يشكّل الهندوس الأغلبية بنسبة 70.54% من السكان، بينما يشكل المسلمون 27.01%، ويمثّل ما تبقى الأشخاصُ الذين ينتمون إلى البوذية (1% من سكان بنغلاديش) والمسيحية.

### الفنون التعبيرية
تعود جذور المسرح البنغالي إلى الدراما السنسكريتية في ظل إمبراطورية جوبتا في القرن الرابع الميلادي. يشمل ذلك الأشكال السردية، والأشكال الغنائية، والراقصة، والأشكال فوق الشخصية، واستعراض اللوحات، ومسارح العرائس، والأشكال العملية متل الجاترا.
تتمتع البنغال بتراث غني جدًا في الرقص يعود تاريخه إلى العصور القديمة.